# Marc Brian Louis
Marc Brian Louis (* 7. August 2002 in Singapur) ist ein singapurischer Leichtathlet, der sich auf den Sprint spezialisiert hat und auch im Hürdenlauf an den Start geht.

## Sportliche Laufbahn
Erste internationale Erfahrungen sammelte Marc Brian Louis im Jahr 2019, als er bei den Jugendasienmeisterschaften in Hongkong in 55,09 s die Goldmedaille im 400-Meter-Hürdenlauf gewann und sich über 110 m Hürden in 13,74 s die Bronzemedaille sicherte. 2021 erreichte er bei den U20-Weltmeisterschaften in Nairobi das Halbfinale im 110-Meter-Hürdenlauf und schied dort mit 13,83 s aus. Im Jahr darauf nahm er an den Südostasienspielen in Hanoi teil und gewann dort in 10,56 s die Bronzemedaille im 100-Meter-Lauf hinter den Thailändern Puripol Boonson und Soraoat Dapbang und zudem gewann er auch mit der singapurischen 4-mal-100-Meter-Staffel in 39,44 s die Bronzemedaille hinter den Teams aus Thailand und Malaysia. Im August schied er bei den Commonwealth Games in Birmingham mit 10,54 s in der Vorrunde über 100 Meter aus und belegte mit der Staffel in 40,24 s den siebten Platz. 2023 gewann er bei den Südostasienspielen in Phnom Penh in 10,39 s die Silbermedaille über 100 Meter hinter dem Thailänder Soraoat Dapbang und gelangte mit der Staffel mit 39,36 s auf Rang vier. Anschließend wurde er mit der Staffel in 39,32 s Siebter bei den Asienmeisterschaften in Bangkok und schied mit 10,39 s im Halbfinale über 100 Meter aus. Ende September schied er bei den Asienspielen in Hangzhou mit 10,27 s im Halbfinale über 100 Meter aus und belegte mit der Staffel in 39,38 s den siebten Platz. 2024 erreichte er mit neuem Landesrekord von 6,69 s über 60 Meter das Halbfinale bei den Hallenweltmeisterschaften in Glasgow und schied dort mit 6,73 s aus. Im August nahm er an den Olympischen Sommerspielen in Paris teil und ging dort in der Hauptrunde über 100 Meter nicht mehr an den Start.
2025 schied er bei den Hallenweltmeisterschaften in Nanjing mit Landesrekord von 6,68 s in der ersten Runde über 60 Meter aus. Im Mai erreichte er bei den Asienmeisterschaften in Gumi das Halbfinale über 100 Meter und schied dort mit 10,52 s aus. Zudem wurde er mit der 4-mal-100-Meter-Staffel im Finale disqualifiziert.
In den Jahren 2022, 2024 und 2025 wurde Louis singapurischer Meister im 100-Meter-Lauf sowie 2024 und 2025 auch in der 4-mal-100-Meter-Staffel.

## Persönliche Bestleistungen
- 100 Meter: 10,27 s (+2,0 m/s), 30. September 2023 in Hangzhou (singapurischer Rekord)
  - 60 Meter (Halle): 6,68 s, 1. März 2025 in Öskemen (singapurischer Rekord)
- 200 Meter: 21,14 s (−0,3 m/s), 9. Mai 2024 in Pasig City
- 110 m Hürden (99 cm): 13,77 s (+1,5 m/s), 20. August 2021 in Nairobi (singapurischer U20-Rekord)